# Trofeo Melinda 2005
La Trofeo Melinda 2005, quattordicesima edizione della corsa e valida come evento dell'UCI Europe Tour 2005 categoria 1.1, si svolse il 1º settembre 2005 su un percorso di 194 km. Fu vinta dall'italiano Damiano Cunego che terminò la gara in 4h54'10", alla media di 39,56 km/h.
Partenza con 127 ciclisti, dei quali 32 portarono a termine il percorso.

## Ordine d'arrivo (Top 10)
| Pos. | Corridore         | Squadra       | Tempo    |
| ---- | ----------------- | ------------- | -------- |
| 1    | Damiano Cunego    | Lampre        | 4h54'10" |
| 2    | Stefano Garzelli  | Liquigas      | s.t.     |
| 3    | Luca Mazzanti     | Panaria       | a 2"     |
| 4    | Santo Anzà        | Acqua & Sap.  | a 4"     |
| 5    | Fabian Jeker      | Saunier Duval | s.t.     |
| 6    | Rinaldo Nocentini | Acqua & Sap.  | s.t.     |
| 7    | Kanstancin Siŭcoŭ | Fassa Bortolo | a 11"    |
| 8    | Giovanni Visconti | Domina Vac.   | a 23"    |
| 9    | Eddy Mazzoleni    | Lampre        | a 47"    |
| 10   | Raffaele Ferrara  | 3C-Androni    | a 1'35"  |